# バストーニュ行政区
バストーニュ行政区（フランス語:Arrondissement de Bastogne オランダ語:Arrondissement Bastenaken）は、ベルギーワロン地域リュクサンブール州にある5つの行政区の1つ。

## 自治体
- バストーニュ
- Bertogne
- Fauvillers
- Gouvy
- Houffalize
- Sainte-Ode
- Vaux-sur-Sûre
- Vielsalm